# Флора (Індіана)
Флора (англ. Flora) — місто (англ. town) в США, в окрузі Керролл штату Індіана. Населення — 2094 особи (2020).

## Географія
Флора розташована за координатами 40°32′43″ пн. ш. 86°31′27″ зх. д. / 40.54528° пн. ш. 86.52417° зх. д. (40.545177, -86.524194).  За даними Бюро перепису населення США в 2010 році місто мало площу 2,74 км², уся площа — суходіл.

## Демографія
Згідно з переписом 2010 року, у місті мешкало 2036 осіб у 858 домогосподарствах у складі 549 родин. Густота населення становила 743 особи/км².  Було 969 помешкань (354/км²).
Расовий склад населення:
| - 97,5 % — білих - 0,3 % — чорних або афроамериканців - 1,1 % — осіб інших рас |

До двох чи більше рас належало 0,9 %. Частка іспаномовних становила 2,6 % від усіх жителів.
За віковим діапазоном населення розподілялося таким чином: 25,5 % — особи молодші 18 років, 55,3 % — особи у віці 18—64 років, 19,2 % — особи у віці 65 років та старші. Медіана віку мешканця становила 40,4 року. На 100 осіб жіночої статі у місті припадало 87,8 чоловіків;  на 100 жінок у віці від 18 років та старших — 82,8 чоловіків також старших 18 років.
Середній дохід на одне домашнє господарство  становив 47 865 доларів США (медіана — 37 222), а середній дохід на одну сім'ю — 57 111 долар (медіана — 52 024). За межею бідності перебувало 13,5 % осіб, у тому числі 20,1 % дітей у віці до 18 років та 6,8 % осіб у віці 65 років та старших.
Цивільне працевлаштоване населення становило 944 особи. Основні галузі зайнятості: освіта, охорона здоров'я та соціальна допомога — 20,9 %, виробництво — 20,3 %, роздрібна торгівля — 13,8 %, будівництво — 10,0 %.